# Heterorachis trita
Heterorachis trita là một loài bướm đêm trong họ Geometridae.